# Porphyrius Uspensky
Porphyrius Uspensky (né le 8 septembre 1804 et mort le 19 avril 1885) est un voyageur et théologien russe spécialiste de l'histoire du Christianisme ancien. Il a occupé des fonctions importantes dans l'Église orthodoxe russe notamment évêque de Tchiguirine. Il est aussi découvreurs de codex.

## Biographie
Uspensky est né le 8 septembre 1804 à Kostroma dans l'Empire russe. Il sort de l'école religieuse en 1818 et quatre ans plus tard du Séminaire de théologie de Kostroma. En 1829, il termine ses études au séminaire théologique de Saint-Pétersbourg. Il devient la même année prêtre et porte désormais le nom de Porphyrius.
En 1834, il devient archimandrite à Odessa. C'est à Odessa qu'il s'intéresse à au christianisme oriental, et qu'il apprend le grec moderne et l'italien. Il voyage en Palestine en 1842 et sera le chef de la mission ecclésiastique orthodoxe russe à Jérusalem de 1847 à 1854. En 1845 et 1846, il visite le Mont Athos en Grèce et le Mont Sinaï en Égypte. Il voit le Codex Sinaiticus au Monastère Sainte-Catherine du Sinaï en 1844, un an après la première expédition de Constantin von Tischendorf, à cette occasion il voit des fragments que Tischendorf n'a pas vu. Après une visite du Monastère de Mar Saba, il emporte un codex qui portera son nom : l'Évangile Uspenski, ainsi que le Codex Porphyrianus et les ramènera en Russie avec d'autres manuscrits.

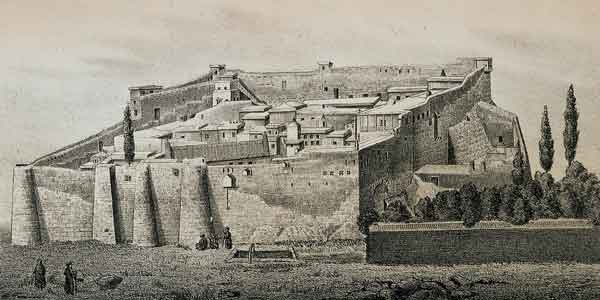
Lithographie du Monastère Sainte-Catherine basée sur des dessins d'Uspensky en 1857

En 1869, il devient docteur en philosophie grecque. Il meurt à Moscou en 1885.

## Œuvres
- Путешествие по Египту и в монастыри Святого Антония Великого и Преподобного Павла Фивейского, в 1850 году. Petersburg, 1856.
- Путешествие по Египту и в монастыри Святого Антония Великого и Преподобного Павла Фивейского, в 1850 году. СПб., 1856.
- 'Christian East: Egypt and Sinai' (Восток христианский: Египет и Синай), Petersburg, 1857.
- Мнение о синайской Библии (полемика с Тишендорфом, 1862). (About Codex Sinaiticus, polemic with Tischendorf).
- "Восток христианский. Абиссиния", in: "Труды Киевской Академии", 1866.
- 'History of Athos' (История Афона), Two volumes, 1871.
- Второе путешествие в афонские монастыри, (Москва, 1880).
- Дионисий Ареопагит и его творения, в: "Чтения Московского Общества Любителей Духовного Просвещения", 1885.